# Francis Fisher

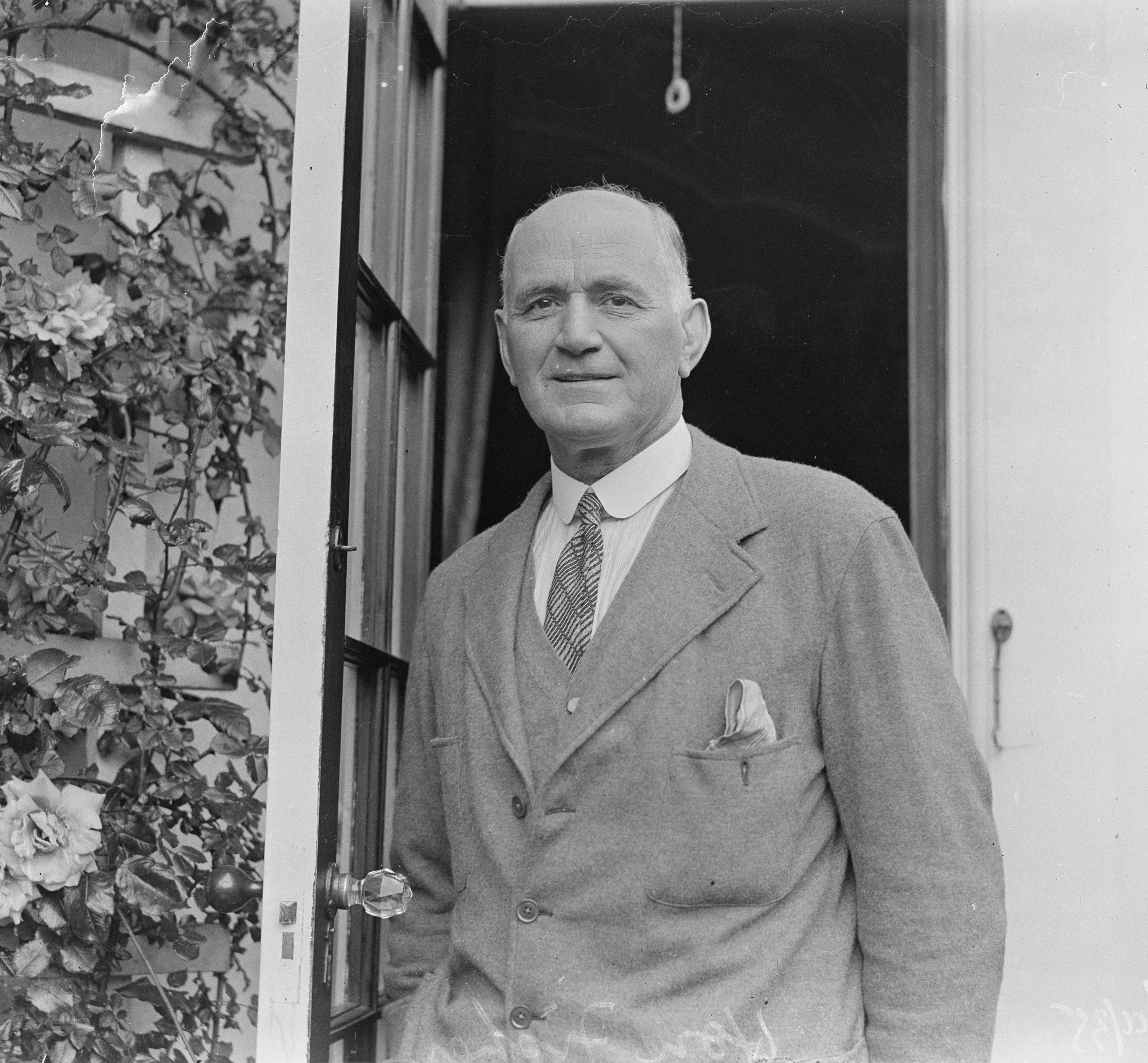
Fisher (1935)

Francis Marion Bates Fisher (* 22. Dezember 1877 in Wellington; † 24. Juli 1960) war ein neuseeländischer Politiker und Tennisspieler.

## Leben
Fisher war der Sohn von George Fisher, des Bürgermeisters von Wellington und Abgeordneten im neuseeländischen Parlament. 1902 nahm Fisher am Zweiten Burenkrieg teil.
Von 1905 bis 1914 war Fisher Abgeordneter im Repräsentantenhaus von Neuseeland. Er war ursprünglich Mitglied der Liberal Party, betätigte sich jedoch dann als Abweichler in der kurzlebigen New Liberal Party und trat nach deren Auflösung bei den Wahlen 1908 als unabhängiger Kandidat an. 1910 trat er schließlich in die Reform Party ein. Bei den Wahlen 1914 verlor er sein Mandat gegen Robert Fletcher. Zuletzt trat Fisher bei den Wahlen 1919 an, musste sich diesmal jedoch Arthur Henderson geschlagen geben. Aufgrund seiner häufigen Wechsel der Parteimitgliedschaften wurde er auch „Rainbow Fisher“ genannt.

## Tenniskarriere
Fisher war ein hervorragender Tennisspieler. 1906 erreichte er das Finale der australasischen Meisterschaften, unterlag dort jedoch Anthony Wilding. Er gewann mehrfach die Meisterschaften von Neuseeland im Doppel und im Mixed. 1920 drang er bei den Wimbledon Championships im Doppel an der Seite von Josiah Ritchie bis ins Halbfinale vor. Im Jahr darauf erreichte er mit Alfred Beamish das Doppelfinale der Hallenweltmeisterschaften in London. 1924 absolvierte er zwei Partien für die neuseeländische Davis-Cup-Mannschaft im Rahmen der Begegnung gegen die Tschechoslowakei. Er verlor jedoch sowohl seine Einzel- als auch seine Doppelpartie an der Seite John Peacocks jeweils in fünf Sätzen.